# Nagurus modestus
Nagurus modestus är en kräftdjursart som först beskrevs av Dollfus1898.  Nagurus modestus ingår i släktet Nagurus och familjen Trachelipodidae. Inga underarter finns listade i Catalogue of Life.